# Robin de la Lanne-Mirlees
Robin Ian Evelyn Milne Stuart de la Lanne-Mirrlees (13 januari 1925 – 23 juni 2012) was een Schots auteur en voormalig wapenkoning onder koningin Elizabeth II. Robin de la Lanne-Mirrlees geniet buiten het Verenigd Koninkrijk vooral bekendheid doordat hij model zou hebben gestaan voor het personage James Bond van Ian Flemming.

## Biografie
Hij kwam in 1925 ter wereld als Robin Ian Evelyn Grinnell-Milne. Zijn vader was Duncan Grinnell-Milne en zijn tante was de schrijfster Hope Mirrlees. Robin was de peetzoon van de 11e Hertog van Argyll. Hij genoot zijn eerste onderwijs op de English School in Caïro, alsook in Parijs. Hij studeerde vervolgens aan het Merton College te Oxford, waar tot hij werd toegelaten in 1947. Hij schreef zich in voor militaire dienst en vergaarde de rank van Captain in de Royal Artillery. Zijn heraldische carrière begon op 17 mei 1952 toen hij werd benoemd tot de zogenaamde Rouge Dragon Pursuivant of Arms in Ordinary.
In 1958 nam hij per eenzijdige akte de naam aan van Robin Ian Evelyn Milne Stuart le Comte de La Lanne-Mirrlees. Tot december 1962 zou hij Rouge Dragon blijven, waarna hij promoveerde tot het ambt van de hogere Richmond Herald of Arms in Ordinary. Hij zwaaide af van dit ambt in 1967. Gedurende zijn periode op het College of Arms onderhield Milne Stuart de la Lanne-Mirrlees contact met Ian Fleming. Fleming deed onderzoek voor zijn boek On Her Majesty’s Secret Service.
In 1962 kocht graaf Mirrlees de eilanden Great Bernera, Little Bernera en Eilean Chearstaidh, gelegen in de Buiten-Hebriden bij Schotland. Hij leefde op Great Bernera tot zijn dood, al verkocht hij het onbewoonde Eilean Chearstaidh in 1990.
In 1971 kocht hij Inchdrewer Castle, vlak bij Banff in Aberdeenshire, dat hij vervolgens grondig liet restaureren.
In 1975 werden aan Milne Stuart de la Lanne-Mirrlees de titels van de Baron van Inchdrewer en Landheer (Laird) van Bernera toegekend door de Lord Lyon King of Arms. Tevens was hij Ridder van Eer en Devotie in de Soevereine Militaire Hospitaal Orde van Sint Jan van Jeruzalem, van Rhodos en van Malta. In 1992 veranderde hij opnieuw zijn naam naar Robin Ian Evelyn Milne Stuart le Prince de la Lanne-Mirrlees. In 2005 probeerde hij zijn claim op een prinselijke titel bevestigd te krijgen, hem verleend door wijlen Koning Peter II van Joegoslavië.
Na een ziekbed van enige jaren overleed hij in een verpleeghuis te Stornoway op 23 juni 2012.

## Invloed op James Bond
Graaf Robin speelde een grote rol in de totstandkoming van het personage James Bond. Als een Schotse aristocraat en rokkenjager, werkte hij samen met Ian Flemming aan zijn On Her Majesty's Secret Service. James Bond nam veel eigenschappen over van zijn sterfelijke medeschepper. In het boek neemt James Bond de dekmantel aan van de genealoog Sir Hilary Bray, die was gebaseerd op Robins functie bij de College of Arms.
- Library of Congress Control Number: nb2009027585
- Virtual International Authority File: 102965749